# ミケル・サン・ホセ
ミケル・サン・ホセ・ドミンゲス（Mikel San José Dominguez、1989年5月30日 - ）は、スペイン・パンプローナ出身の元サッカー選手。元スペイン代表。ポジションはDF。

## 経歴
アスレティック・ビルバオのユース出身。2007年7月、UEFA U-19欧州選手権にて優勝メンバーとなった。イングランドのリヴァプールFCに入団し、主にリザーブチームでプレーした。2009-10シーズン、レンタルにてビルバオへ帰還。ホアキン・カパロス監督の下で、フェルナンド・アモレビエタのパートナーとしてセンターバックのレギュラーに抜擢され、UEFAヨーロッパリーグ 2009-10では2得点の活躍を見せた。シーズン終了後、ビルバオへ完全移籍。
2020年9月21日、EFLチャンピオンシップのバーミンガム・シティFCと2年契約を結んだ。
2021年7月8日、SDアモレビエタに移籍した。

## タイトル
アスレティック・ビルバオ
- スーペルコパ・デ・エスパーニャ 2015

スペイン代表
- UEFA U-19欧州選手権 2007
- UEFA U-21欧州選手権 2011